# Marco Acílio Glabrião (cônsul em 33 a.C.)
Marco Acílio Glabrião (n. 81 a.C.; em latim: Marcus Acilius Glabrio) foi um político da gente Acília da República Romana nomeado cônsul sufecto em 33 a.C. com Caio Fonteio Capitão. Serviu no lugar de Lúcio Flávio, cujo mandato durou um mês, a partir de 1 de julho. Era filho de Mânio Acílio Glabrião, cônsul em 67 a.C., com Emília Escaura, filha de Marco Emílio Escauro, cônsul em 115 a.C.

## Carreira
Glabrião nasceu em 81 a.C. na casa de Pompeu Magno, que havia se casado com sua mãe depois que seu pai foi obrigado pelo ditador Sula a se divorciar dela. Emília morreu no parto. Foi um dos defensores de seu cunhado, Marco Emílio Escauro, quando ele foi acusado de extorsão em 54 a.C.. Foi defendido duas vezes por Cícero em processos que poderiam levá-lo à morte e foi absolvido nas duas. Por conta disto, protegeu os negócios de Cícero durante as guerras civis.
Durante a Guerra Civil de César, em 48 a.C., Glabrião foi um dos legados de Júlio César e comandou a guarnição de Órico no Epiro. Na campanha na África, Glabrião permaneceu na Sicília e foi nesta ocasião que recebeu nove cartas de Cícero pedindo-lhe proteção a amigos ou clientes seus que estavam na região.
Em 44 a.C., quando César estava se preparando para uma campanha contra o Império Parta, Glabrião foi enviado à frente para a Grécia com um destacamento do exército. Provavelmente foi nomeado cônsul sufecto em 33 a.C. para suceder a Lúcio Flávio em 1 de julho, abdicando provavelmente em setembro ou outubro. Sucedeu a Sérvio Sulpício Rufo no governo da província da Acaia como procônsul em 25 a.C.